# Patrick Rice
Patrick Rice (również Patricio Rice; ur. wrzesień 1945 we Fermoy, zm. 8 lipca 2010 w Miami) – irlandzki aktywista na rzecz praw człowieka, ksiądz katolicki, werbista, ofiara terroryzmu.
Ukończył studia na uniwersytecie papieskim St Patrick's College w Maynooth i 1970 został wysłany do Argentyny. Był działaczem na rzecz rodzin "zaginionych" – ofiar brudnej wojny w latach 70. W 1976 został porwany i był torturowany przez służby bezpieczeństwa National Reorganization Process. Uwolniony po naciskach rządu irlandzkiego, opuścił kraj lecz wrócił do niego w 1984 z zamiarem pobytu na stałe, gdzie kontynuował swoją pracę.
Zmarł nagle podczas powrotu do Argentyny po wizycie u swojej rodziny w Irlandii.
W grudniu 2010 roku kaplica więzienna, w której Rice przebywał i gdzie był torturowany, została przekształcona w miejsce ośrodka międzyreligijnego o nazwie Espacio Patrick Rice.